# ادموب
گوگل ادموب (به انگلیسی:Google admob) شرکت تبلیغاتی موبایل است که در سال ۲۰۰۶  توسط کارآفرین سوری عمر هامویی در سن ماتئو، کالیفرنیا، آمریکا تأسیس شد  و در سال ۲۰۰۹ توسط گوگل به مبلغ ۷۵۰ میلیون دلار خریداری شد. شرکت اپل نیز در همان سال برای خرید این شرکت ابراز علاقه کرده بود. 
قبل از خرید توسط گوگل، ادموب شرکت ادویرل (سابقا آدرولو) را خریداری کرد که پلتفرمی برای توسعه تبلیغات در برنامه های آیفون است.
ادموب گزینه های تبلیغاتی را برای بسیاری از پلتفرم های تلفن همراه، از جمله اندروید ، آی‌اواس ، وب‌اواس ، فلش لایت ، ویندوز فون و همه مرورگرهای وب استاندارد تلفن همراه ارائه می دهد. 
در 16 مه 2013، گوگل در گوگل آی/او از بازسازی پلتفرم ادموب  با استفاده از فناوری سایر پلتفرم‌های خود مانند گوگل ادسنس با هدف کمک به توسعه‌دهندگان برنامه برای ایجاد تجارت خود خبر داد. 